# Belyj Peninsula
Die Belyj Peninsula (englisch; russisch Полуостров Белый Poluostrow Bely, deutsch ‚Weiße Halbinsel‘) ist eine Halbinsel an der Knox-Küste des ostantarktischen Wilkeslands. Sie liegt im Gebiet der Bunger-Oase.
Russische Wissenschaftler nahmen ihre deskriptive Benennung vor. Das Antarctic Names Committee of Australia übertrug diese in einer transkribierten Teilübersetzung ins Englische.